# Silvarouvres
Silvarouvres é uma comuna francesa na região administrativa de Grande Leste, no departamento de Haute-Marne. Estende-se por uma área de 19,41 km². Em 2010 a comuna tinha 37 habitantes (densidade: 1,9 hab./km²).